# Arianida
Arianida is een kevergeslacht uit de familie van de boktorren (Cerambycidae). De wetenschappelijke naam van het geslacht werd voor het eerst geldig gepubliceerd in 1903 door Fairmaire.

## Soorten
Arianida omvat de volgende soorten:
- Arianida albosternalis Breuning, 1942
- Arianida mactata Fairmaire, 1903